# Carl Seidl
Carl Seidl (Šumperk, Češka, 13. ožujka 1858. - Beč, Austrija, 10. lipnja 1936.), austrijski arhitekt.
Studirao na Politehnici u Zürichu i na Akademiji u Beču. Gotovo glavninu opusa ostvario je na području Opatijske rivijere. Najvažnija su mu ostvarenja: vile Schmidt-Zabierov, zgrada općine i suda u Voloskom, vile Santa Maria, Magnolia i Frappart u Lovranu te zgrada Vatrogasnog društva, crkva Navještenja i vila Edera u Opatiji. Najveći i najluksuzniji hotel svog vremena u Puli Grand Hotel Riviera njegovo je djelo.
Na arhitektonskom djelu Carla Seidla na Opatijskoj rivijeri doktorirao je hrvatski povjesničar umjetnosti Berislav Valušek.